# Хосров Малик ибн Хосров-шах
Абу-ль-Музаффар Хусрау-Малик ибн Хусрау-Шах (перс. ابوالمظفر خسروملک بن خسروشاه‎), более известный как Хосров-Малик (خسرو ملک; также писался Хосров (? — 1192) — последний султан из династии Газневидов (1160—1186). Он был сыном и преемником султана Хосрова-шаха (1157—1160).

## Биография
Происходил из династии Газневидов. Сын султана Хосров-шаха. В 1157 году вместе с отцом вынужден был оставить Газни, захваченную тюрками-огузами, и другие области в Гиндукуше, перебравшись в Лахор. В 1160 году после смерти Хосров-шаха становится новым правителем государства. Она ограничивалась частью Пенджаба. Сначала Хосров Малик попытался отвоевать Кабул и Газни у огузов, но неудачно.
После этого направил свои усилия на расширение границ султаната в Индостане. Сначала была покорена южную часть Кашмира. В 1170 году был совершен поход против раджпутов Чаухан и Калачура. В южной части Ганга войска Хосров Малика столкнулись с армией государства Сена. Однако ход войны доподлинно неизвестно. Дальнейшие походы против индусских государств были достаточно успешными, наполнив казну добычей.
В 1175 году против султаната вновь выступили Гуриды. Войска во главе с Мухаммадом Гури нанесли поражение армии Хосрова Малика и захватили город Мултан. В 1178 году было потеряно южный Пенджаб, а в 1179 году город Пешавар. В 1181 году Хосров Малик отразил попытку захвата Лахора, но признал превосходство Гуридов. В 1186 году Хосров Малик потерпел поражение от Мухаммада Гури, который захватил Лахор. Пленного Хосрова Малика отправлен в Гор. Этим прекратили своё существование государство и династия Газневидов.
Хосров Малик некоторое время находился в одной из горных крепостей. В 1192 году его казнили.